# Тіньківська сільська рада
Ті́ньківська сільська́ ра́да — адміністративно-територіальна одиниця та орган місцевого самоврядування в Чигиринському районі Черкаської області. Адміністративний центр — село Тіньки.

## Загальні відомості
- Населення ради: 2 400 осіб (станом на 2001 рік)

## Населені пункти
Сільській раді підпорядковані населені пункти:
- с. Тіньки

## Склад ради
Рада складається з 16 депутатів та голови.
- Голова ради: Харченко Віктор Анатолійович
- Секретар ради: Швиденко Євгенія Михайлівна

### Керівний склад попередніх скликань
| Прізвище, ім'я, по батькові  | Основні відомості                                                        | Дата обрання | Дата звільнення |
| ---------------------------- | ------------------------------------------------------------------------ | ------------ | --------------- |
| Міщенко Владислав Іванович   | Сільський голова, 1965 року народження, член Української Народної Партії | 26.03.2006   | 31.10.2010      |
| Харченко Віктор Анатолійович | Сільський голова, 1964 року народження, освіта вища, безпартійний        | 31.10.2010   |                 |

Примітка: таблиця складена за даними сайту Верховної Ради України

### Депутати
За результатами місцевих виборів 2010 року депутатами ради стали:

#### За суб'єктами висування
| Суб'єкт висування | Кількість обраних депутатів | %    |
| ----------------- | --------------------------- | ---- |
| Самовисування     | 14                          | 87,5 |
| Народна партія    | 2                           | 12,5 |

#### За округами
| № округу       | Прізвище, ім'я, по батькові   | Дата визнання обраним | Освіта  | Партійна приналежність            | Відомості про обраного депутата                                    |
| -------------- | ----------------------------- | --------------------- | ------- | --------------------------------- | ------------------------------------------------------------------ |
| Народна Партія |                               |                       |         |                                   |                                                                    |
| 8              | Велика Леся Олександрівна     | 05.11.2010            | вища    | член Народної партії              | ПП «Сом», бухгалтер                                                |
| 12             | Кулинич Григорій Вікторович   | 05.11.2010            | вища    | член Народної партії              | ПП «Сом», рибалка                                                  |
| Самовисування  |                               |                       |         |                                   |                                                                    |
| 1              | Швиденко Євгенія Михайлівна   | 05.11.2010            | вища    | член Партії регіонів              | Тіньківська сільська рада, секретар                                |
| 2              | Кузьменко Людмила Григорівна  | 05.11.2010            | вища    | член Партії регіонів              | Тіньківська загальноосвітня школа, вчитель                         |
| 3              | Семічаснова Марія Іванівна    | 05.11.2010            | вища    | член Партії захисників Вітчизни   | пенсіонер                                                          |
| 4              | Лободенко Лідія Федосіївна    | 05.11.2010            | середня | позапартійна                      | Поштове відділення с. Тіньки, начальник                            |
| 5              | Пшиченко Тетяна Олександрівна | 05.11.2010            | середня | позапартійна                      | Тіньківська сільська рада, начальник ВОС                           |
| 6              | Сіянко Михайло Микитович      | 05.11.2010            | середня | член Партії регіонів              | ТОВ «Тіньки», бригадир тракторної бригади                          |
| 7              | Пилипай Наталія Антонівна     | 05.11.2010            | вища    | член Української Народної Партії  | КП «Світанок-Тіньки», контролер                                    |
| 9              | Кудін Василь Тихонович        | 05.11.2010            | вища    | член Партії регіонів              | Чигиринський райавтодор, майстер                                   |
| 10             | Охріменко Валентина Василівна | 05.11.2010            | вища    | член Партії регіонів              | Дошкільний заклад с. Тіньки, вихователь                            |
| 11             | Прудкий Віктор Миколайович    | 05.11.2010            | вища    | член Партії регіонів              | Чигиринська інспекція держтехнагляду, головний державний інспектор |
| 13             | Магда Іван Олександрович      | 05.11.2010            | вища    | член Комуністичної партії України | пенсіонер                                                          |
| 14             | Цебро Катерина Яківна         | 05.11.2010            | вища    | позапартійна                      | тимчасово не працює                                                |
| 15             | Майборода Віктор Андрійович   | 05.11.2010            | вища    | член Партії регіонів              | Тіньківська загальноосвітня школа, завгосп                         |
| 16             | Мороз Наталія Федорівна       | 05.11.2010            | вища    | член Партії регіонів              | Чигиринська РДА, завідувач відділом опіки та усиновлення           |